# Sampath Perera
Kolonnage Mayura Sampath Perera (ur. 30 października 1965) – lankijski piłkarz, grający na pozycji obrońcy, trener piłkarski.

## Kariera piłkarska

### Kariera klubowa
Występował w miejscowych klubach, m.in. Air Force SC.

### Kariera reprezentacyjna
Pełnił funkcje kapitana narodowej reprezentacji Sri Lanki. Perera pomógł Sri Lance wygrać w 1995 Mistrzostwa SAFF w piłce nożnej.

## Kariera trenerska
Od 2004 do 2006 prowadził narodową reprezentację Sri Lanki. W 2008 trenował Ratnam SC. W 2009 ponownie stał na czele narodowej reprezentacji. W latach 2010–2011 trenował Don Bosco SC. Od kwietnia 2012 do marca 2013 po raz trzeci prowadził Sri Lankę. Od 2014 trenuje Air Force SC.

## Sukcesy i odznaczenia

### Sukcesy reprezentacyjne
- mistrz SAFF: 1995